# Toot It and Boot It
Toot It and Boot It è il singolo di debutto del rapper statunitense YG, pubblicato l'8 giugno 2010 su etichetta Def Jam.

## Tracce
1. Toot It and Boot It – 4:03